# دانشگاه مهندسی و فناوری راج‌شاهی
دانشگاه مهندسی و فناوری راج‌شاهی، که معمولاً به نام RUET شناخته می‌شود، یکی از پیشگامان در ارائه دورهٔ پی‌اچ‌دی در میان دانشگاه‌های دولتی تحقیقاتی در بنگلادش است. این دانشگاه یکی از پنج دانشگاه معتبر دولتی در این کشور است که متخصص در زمینه مهندسی است. پذیرش در این دانشگاه درست مانند دیگر دانشگاه‌های مهندسی دولتی بنگلادش، بسار سخت است. RUET در سال ۱۹۶۴به عنوان کالج مهندسی راجشاهی با تعداد محدودی از دانشجویان تأسیس شد. سپس در سال ۱۹۸۶ به مؤسسه فناوری بنگلادش (BIT) تغییر نام داد و در نهایت در سال ۲۰۰۳ به دانشگاه مهندسی و فناوری راج‌شاهی تغییر نام یافت. در حال حاضر بیش از ۳۵۰۰ دانشجو که شامل دانشجویان کارشناسی و تحصیلات تکمیلی هستند در پردیس سرسبز این دانشگاه مشغول به تحصیل می‌باشند این دانشگاه بیش از ۲۵۰ استاد برجسته در زمینه‌های مختلف دارد.

## پردیس
دانشگاه مهندسی و فناوری راجشاهی در بخش شمالی بنگلادش واقع در شهر راج‌شاهی- مرکز آموزشی بنگال شمالی واقع شده‌است. پردیس این داشنگاه دارای یک «هماهنگی دیدنی از معماری و زیبایی طبیعی» می‌باشد. در فصل تابستان (ماه تا اکتبر) دمای راج‌شاهی گرم است و به‌طور معمول ۴۰–۲۵ درجه سانتیگراد و گاهی اوقات مرطوب است. در فصل زمستان (نوامبر-آوریل) درجه حرارت متوسط ۸ تا ۲۰درجه سانتیگراد است.

## دانشکده
دانشگاه مهندسی و فناوری راج‌شاهی در حال حاضر ۴ دانشکده و ۱۸ گروه آموزشی دارد:

### دانشکده مهندسی مکانیک
- گروه مهندسی صنایع و تولید
- گروه مهندسی شیشه و سرامیک
- گروه مهندسی مکاترونیک
- گروه مهندسی مکانیک
- گروه علوم و مهندسی مواد
- گروه مهندسی فرایند شیمیایی و مواد غذایی

### دانشکده مهندسی عمران
- گروه مهندسی عمران
- گروه برنامه‌ریزی شهری و منطقه ای
- گروه معماری
- گروه مهندسی ساختمان و مدیریت ساختمان

## نگارخانه

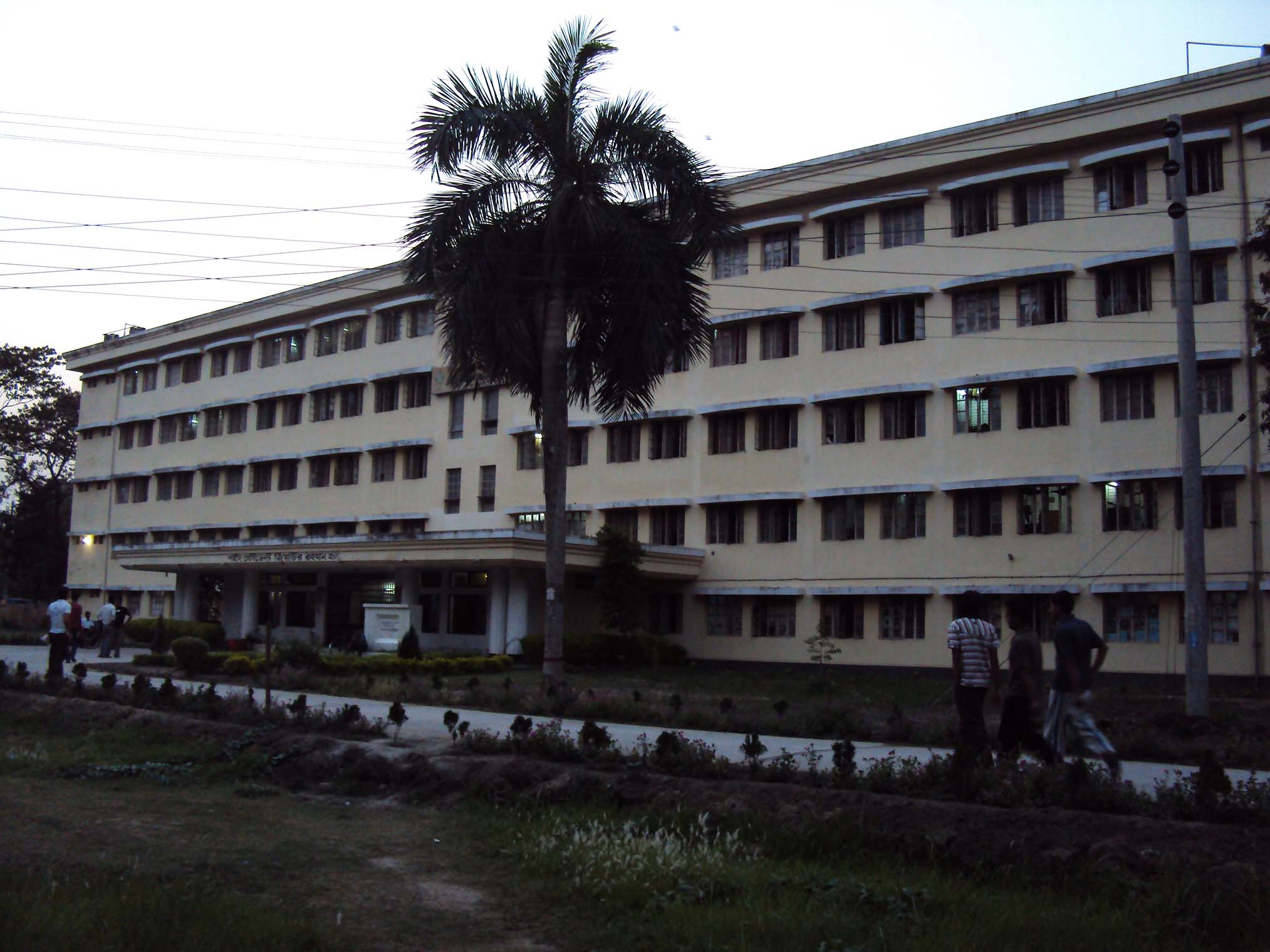
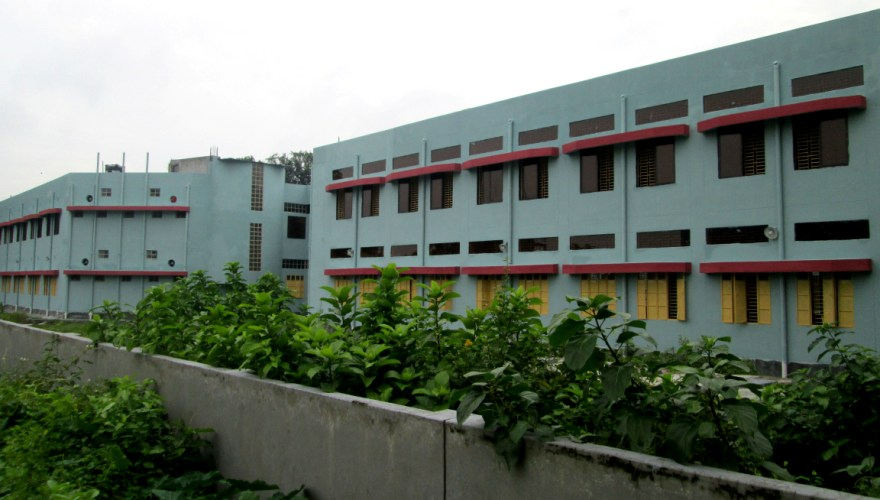
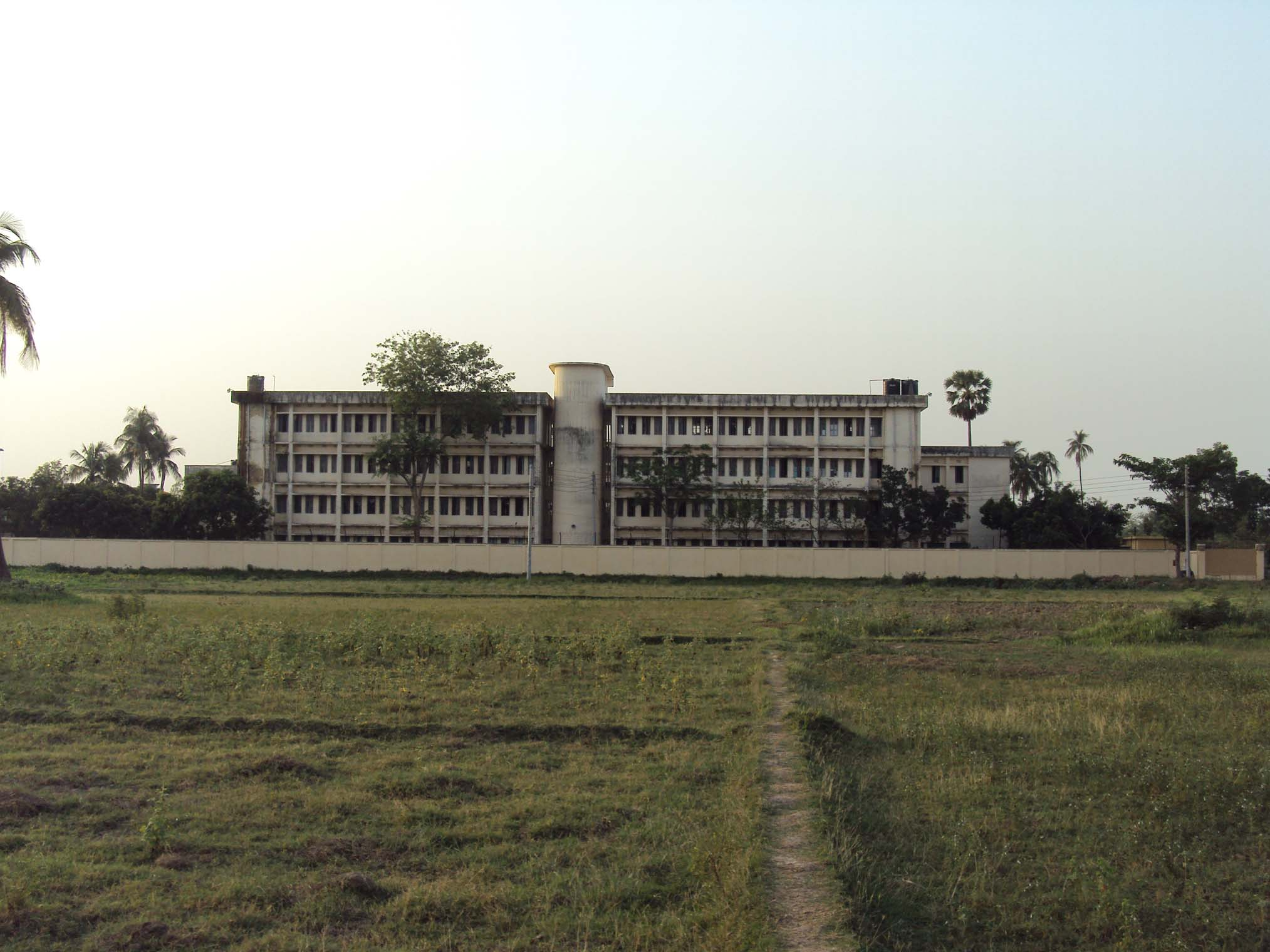

### دانشکده مهندسی برق و کامپیوتر
- گروه علوم کامپیوتر و مهندسی
- گروه مهندسی برق و الکترونیک
- گروه مهندسی الکترونیک و مخابرات
- گروه مهندسی برق و کامپیوتر

### دانشکده علوم کاربردی و مهندسی
- گروه شیمی
- گروه ریاضی
- گروه فیزیک
- گروه علوم انسانی